# Palo (religió)
Pal o Congo són un grup de denominacions estretament relacionades amb orígens Bantú, desenvolupades per esclaus d'Àfrica central que van ser portats a Cuba al com també el seu derivat és la religió Ioruba. Altres noms associats amb les diverses branques d'aquesta religió inclouen: Palo Monte, Palo Mayombe, Palo Congo, Brillumba i Kimbisa.

## Història
És un tipus de màgia coneguda per mantenir l'equilibri entre el bé (Mbote) i el mal (Mbi). La història del Palo monte es remunta a la sortida de Camerun, abans de l'emigració pels bantús cap al sud. En radicar-se aquestes tribus en el centre de l'Àfrica (Angola, Cabinda, el Congo). On les seves influències religioses van estar entrellaçades amb el Riu Congo a Àfrica central d'on un gran nombre d'esclaus van ser primer portats a Cuba i després a la Hispaniola espanyola.
Una gran part dels cants i invocacions litúrgics del Palo congo es donen en una barreja de castellà i kikongo. Això ha estat causat per la pèrdua del coneixement del llenguatge i de les Yimbula o Yimbila (cants) en infinitats de temples. Altres influències han estat introduïdes a través de la seva presència en diversos països de l'Amèrica hispanoparlant.
Durant el segle XX el Palo congo va començar a estendre's fora de les comunitats afrocubanes, als Estats Units, Veneçuela, Colòmbia, República Dominicana, Panamà i Puerto Rico. Eventualment un nombre de membres no afro-llatins, i anglo-americans han entrat a aquestes tradicions. La religió en diversos temples roman gairebé intacta a com va venir de l'Àfrica, en canvi en altres temples s'ha generat una barreja amb sant i invents criolls per la falta de coneixement ancestral d'aquesta religió.
El nombre de seguidors de Palo congo en el Carib no és conegut, pel motiu que mai s'ha dut a terme una recerca minuciosa referent als creients d'aquesta doctrina esotèrica. Es presumeix que un alt índex de cubans especialment a les zones de l'Havana, Matanzas, Pinar del Río i a les zones central i orientals de l'illa creu en tot o en la major part dels seus principis. Quant al grup ètnic dels devots, solen ser en la seva majoria negres, mulats i un gran nombre d'adeptes de raça blanca, en la seva gran majoria tots es troben batejats per l'Església catòlica.

## Sistema de creences i rituals
El sistema de creences del Palo congo resideix en dos pilars: La creença en els poders naturals, i la veneració dels esperits dels seus ancestres. Els objectes naturals i especialment els pals, són considerats amb poders sovint lligats als poders infosos per esperits. Aquests objectes són coneguts com a nganga i són l'objecte central de ritus màgics del Palo i la seva pràctica religiosa. Un cert nombre d'esperits anomenats Mpungu habiten dins de Nkisi (medicina sagrada). Els Mpungu són ben coneguts en el nom i el ritual, i són venerats com a déus. Ells són les entitats poderoses, però situades sota el déu Zambi l'alt o Nzambi.
El culte i la pràctica del Palo se centra sobre l'altar o receptacle conegut com a Nganga o Peça. És un espai consagrat ple de terra sagrada, pals, restes humanes i altres objectes. Cada peça està dedicada a un esperit Nkisi específic. Aquest espai religiós aquesta també habitat per un mort o l'esperit d'un mort (en rares ocasions, l'avantpassat directe de l'amo de l'objecte), que actua com a guia per a totes les activitats religioses que es relacionen amb el Nganga. Els mètodes de adivinació usats en el Palo congo són variats. Un mètode tradicional, anomenat Vititi Mensu per "veure o endevinar" és usant la banya d'un animal santificat tapat amb un mirall.

## Sincretisme
El sincretisme religiós, en particular l'ús de la creu cristiana "amb la imatge de Jesús crucificat" i imatges de Sants Catòlics com a representacions de Nkisi, poden ser vistes en algunes cases palo anomenades Palo cristià. La creu de Nkunia Nfinda Malongo (Palo Monte), gens té a veure amb la Creu cristiana.
El Regne del Congo s'havia convertit oficialment al catolicisme mentre va ser una nació independent durant els anys 1400 i que el moviment sincretista afro-catòlic es va estendre durant l'era de l'esclavitud. Aconseguint major altura sota el lideratge de Kimpa Vita (Una profeta congolesa, 1684-1706), qui va promoure a Sant Antonio de Pàdua com "un segon Déu". Així que és evident que molt del sincretisme donat en el palo cristià en contraposició al palo jueu.
La identitat de Nkisi és nebulosa perquè els autors, d'altra banda considerats intrusos a la religió o procedents de cases de Palo cristià han intentat associar Nkisi amb els Orishas de la Santeria, que és una religió diferent.
Així l'entitat "Nsambi Munalembe" (també conegut com a "Nsasi" senyor dels "7 rajos" i altres noms diferents) s'ha equiparat amb Santa Bàrbara (en el catolicisme) o Xangó en la Santeria.
A causa del sincretisme amb l'espiritisme de Allan Kardec, en moltes cases juntament amb el palo s'oficia una missa negra espiritual, en raó d'identificar els esperits principals que ajuden a desenvolupar una vida. Aquests guies sovint parlen per possessió, i poden donar un consell directe.

## Religions relacionades
Les religions del Congo van arribar a Amèrica per rutes diferents a més de Cuba. A Brasil la religions del Congo són conegudes com a Umbanda, Quimbanda i Candomblé del Congo o Condomblé d'Angola. La més propera a la tradició de Palo Cubà és Quimbanda.
A Jamaica, les Bahames i les Illes Verges les religions basades en el ritu Congo són anomenades Kumina o quan són vistes com a forma màgica sense el ritual litúrgic són anomenades Obeah.
Estretament relacionades amb el Palo en la pràctica, però com l'Obeah que deixa de costat els aspectes teològics i litúrgics, és la forma de màgia popular coneguda com a Hoodoo (mala sort), conjura o treball amb arrels. La similitud notable entre aquestes tradicions és que el centre d'aquestes creences radiquen en el Ritu del Congo.

## Panteó
El nivell més alt del panteó de la religió Palo és ocupat pel déu creador, Nzambi. Els Mpungu (o kimpungulu -en plural-) són esperits o deïtats encapsulades en naus o centres (Nkisi) representant aspectes de la naturalesa, tals com a trons, agricultura, vent, etc. Altres esperits que habiten en els Nkisi són els Nfuri (esperits vagabunds o fantasmes), Bakalu (esperits d'ancestres) i Nfumbe (esperits anònims).

### Déus més alts
- Nzambi (Nsambi, Sambia, Nsambiampungo, Pungun Sambia, Sambia Liri, Sambia Surukuru, Sambi Bilongo) - Actualment no se'l considera un Mpungu, sinó un déu alt, creador de l'univers. Equivalent a Olorun o Olofi de la mitologia Ioruba.
- Lungambe (Lukankanse, Kadiampembe) - Entitat negativa lukankazi, en molts aspectes similar al dimoni cristià o al Diable.

### Mpungo
- Kobayende (Cobayende, Pota Nafra, Tata Pansua, Tata Nfumbe, Tata Fon, Tata Fumbe, Pungun Futila, Tata Kañeñe) - déu de la mort, déu de les malalties associat amb Sant Lazaro, equivalent a Babalú Ayé.
- Mariwara (Pungu Mama Wanga, Centella Ndoki, Iaia Ndoki, Mariwara Arxivat 2019-01-11 a Wayback Machine., Mama Bufona, Camp Sant) - custodi de la porta entre la vida i la mort. Associat amb Santa Teresa i Oya Yansa. A Mèxic es sincretiza amb la Santa Mort.
- Gurunfinda - déu del bosc i de les herbes. Associat amb els sants Norbert de Xanten o Silvestre, equival també en la religió Ioruba a Osain.
- Nkuyu (Nkuyo, Mañunga, Lubaniba, Estel) - Deïtat dels boscos i camins, guia i equilibri. Associat amb Sant Nen d'Atocha, equivalent a Eleggua o Eshu.
- Má Lango (Mare d'Aigua, Kalunga, Mama Kalunga, Pungo Kasimba, Mama Umba, Mbumba Mamba, Nkita Kiamasa, Nkita Kuna Mamba, Baluande) - deessa de l'aigua i la fertilitat. També coneguda com la Verge de Regla, Patrona del port de l'Havana, equivalent a Yemayà.
- Chola Wenguere (Mama Chola, Chola nengue, Chola Wengue) - deessa de la riquesa i els plaers. Associada amb la Verge de la Caritat del Coure, Santa patrona de Cuba, equivalent a Oshun.
- Kimbabula (Kabanga, Madioma, Mpungo Lomboan Fula, Nsambia Munalembe, Tonde, Daday, Munalendo, Pare Temps) - déu de la adivinació i els vents. Associat amb Sant Francesc d'Assís, eq. Orunmila.
- Surumba Mukalla (Watariamba, Nkuyo Lufo, Nguatariamba Enfumba Bata, Treu Obstinació, Cap Rondo, Venç Bataya) - déu de la caça i la guerra. Associat amb Sant Joan Baptista, eq. Ochosi
- Set rajos (Nsambi Munalembe, Nsasi, Mukiamamuilo, Mariwanga) - déu del tro, el foc, representa també totes la imperfeccions i virtuts de l'home i la bellesa viril equivalent a Santa Bàrbara, i a Chango.
- Dt. Kengue (Yola, Tremola Terra, Pandilanga, Mama Kengue) - esperit de la saviesa i la justícia. Aquest mpungo està associat amb la Verge de les Mercès i Obatala.
- Sarabanda (Zarabanda, Trenca Muntanya) - deïtat del treball i la força. Associat amb Sant Pere, equivalent a Ogun.